# 粉叶五层龙
粉叶五层龙（学名：Salacia glaucifolia）是卫矛科五层龙属的植物，是中国的特有植物。分布在中国大陆的云南等地，生长于海拔400米的地区，多生于山谷湿润林中，目前尚未由人工引种栽培。